# Dominique Swain
Pour les articles homonymes, voir Swain.
Dominique Swain, née le 12 août 1980 à Malibu, (Californie, États-Unis), est une actrice américaine.
Son rôle le plus connu, qui l'a rendue d'ailleurs célèbre, est celui de Dolorès Haze, alias Lolita, dans la version d'Adrian Lyne.

## Biographie

### Carrière
Swain a commencé sa carrière à Hollywood en tant que double cascadeur; elle est apparue comme le double de la sœur cadette de Macaulay Culkin, Quinn dans Le bon fils de Joseph Ruben (1993).
En 1995, à l'âge de 15 ans, elle a été choisie parmi 2500 filles pour jouer le rôle-titre de Dolores "Lolita" Haze dans l' adaptation controversée d'Adrian Lyne en 1997 du roman de Vladimir Nabokov Lolita. Elle avait 15 ans pendant le tournage et sa performance a été saluée par la critique.
Elle a ensuite joué l'adolescente rebelle Jamie Archer dans Volte-face de John Woo (1997). Elle a joué dans le film dramatique Girl (1998), dans lequel elle incarne une lycéenne déterminée à perdre sa virginité. Elle a ensuite joué un rôle central dans le film Alpha Dog en 2006.

### Parcours
Dominique Swain est également l'une des porte-parole de l'association contre le mauvais traitement des animaux « People for the Ethical Treatment of Animals » (PETA). À l'âge de 21 ans, elle devient le plus jeune mannequin à poser nue pour PETA.

### Famille
Sa sœur est l'actrice Chelse Swain (en).
En 2002, le magazine Stuff la classe parmi les « femmes les plus sexy du monde ».

## Filmographie

### Télévision

#### Téléfilms
- 2004 : La Maison des trahisons (The Madam's Family: The Truth About the Canal Street Brothel) : Monica
- 2006 : Totally Awesome : Lori
- 2015 : L'Homme à tout faire (Fatal Flip) : Alex
- 2015 : Sharkansas Women's prison massacre : Alex
- 2015 : L'avenir du ranch (A Horse Tale) : Sydney
- 2018 : Croisière pour l'enfer (The Wrong Cruise) : Monica
- 2018 : Liaison interdite avec mon étudiant (The Wrong Teacher) de David DeCoteau : Beth
- 2020 : Meteor Moon : Général Hauser
- 2022 : Les Quatre Cavaliers de l'Apocalypse : Général Bridget Norris

#### Séries télévisées
- 2005 : JAG (saison 10, épisode 12) : Lt. Eve Sorrens
- 2006 : Ghost Whisperer : Stacy Chase

### Cinéma
- 1997 : Lolita d'Adrian Lyne : Dolores 'Lolita' Haze
- 1997 : Volte-face (Face/Off) de John Woo : Jamie Archer
- 1998 : Girl : Andrea Marr
- 2000 : Dans les griffes de la mode (The Intern) : Jocelyn Bennett
- 2000 : The Smokers : Jefferson Roth
- 2001 : American Campers (Happy Campers) : Wendy
- 2001 : Naïve (Tart) : Cat Storm
- 2002 : Pumpkin : Jeanine Kryszinsky
- 2002 : Dead in the Water : Gloria
- 2002 : Mean People Suck : Kate
- 2002 : New Best Friend : Sidney Connors
- 2003 : Briar Patch : Inez
- 2003 : As Virgins Fall : Ellen Denver
- 2003 : The Job : Emily Robin
- 2004 : Out of Season : Kelly Phillips
- 2004 : The Freediver (en) d'Alki David (en) : Maggie
- 2005 : Le Jeu des damnés (Devour) : Dakota
- 2005 : Journeyman : Dominique
- 2005 : The Locrian Mode : Jill
- 2006 : Alpha Dog : Susan Hartunian
- 2006 : All In : Ace
- 2007 : The Pacific and Eddy : Chelsea
- 2007 : Fall Down Dead : Christie Wallace
- 2007 : Dead Mary (Vidéo) : Kim
- 2007 : White Air : Christie
- 2008 : Borders (court-métrage) : Ashley
- 2008 : Capers : Mercy
- 2008 : Prairie Fever : Abigail
- 2008 : Stiletto (en) de Nick Vallelonga : Nancy
- 2008 : Toxic : Nadia
- 2009 : Noble Things : Amber Wade
- 2009 : Nightfall : Quinn
- 2009 : Stuntmen : Mindy Danger
- 2010 : Trance : Laura
- 2010 : Road to Nowhere
- 2012 : Nazis at the Center of the Earth : Paige Morgan
- 2015 : Embers : la femme à la longue robe

## Voix françaises
- Barbara Kelsch dans Volte-face
- Barbara Beretta dans American Campers
- Dorothée Pousséo dans  Alpha Dog